# Laevilacunaria
Genre
Laevilacunaria est un genre de mollusques gastéropodes de la famille des Littorinidae. L'espèce-type est Laevilacunaria antarctica.

## Liste d'espèces
Selon World Register of Marine Species (28 octobre 2017) :
- Laevilacunaria antarctica (Martens, 1885)
- Laevilacunaria bennetti (Preston, 1916)
- Laevilacunaria pumilio (E. A. Smith, 1875)